# Сампилов, Цыренжап Сампилович
Цыренжа́п Сампи́лович Сампи́лов (бур.  Сампилай Сэрэнжаб;  1893, улус Домно-Еравна — 31 июля 1953, Улан-Удэ) — советский художник-живописец, основоположник бурятского станкового реалистического искусства. Народный художник Бурят-Монгольской АССР (1935). Заслуженный деятель искусств РСФСР (1940).

## Биография
Родился в семье охотника в улусе Домно-Еравна в краю Еравнинских озёр. Воспитывался у приёмных родителей. В детстве работал пастухом. В возрасте 12 лет полгода учился грамоте у Серебренникова И. И., который работал тогда в Вершино-Кондинской метеорологической станции. Работал пастухом, чернорабочим в Черновских каменоугольных копях. С 1914 года жил в Чите. Работал у подрядчика Срулевича ломовым рабочим, ломовым извозчиком у Дулецкого, на Кулаевской мельнице.
В 1916 году был отправлен на тыловые работы на Западном фронте. Рыл окопы и строил блиндажи.
После Октябрьской революции Сампилов вернулся в Читу, работал чернорабочим на мыловаренном заводе Забайкальского областного кооператива. В 1918 году несколько картин Сампилова приобрёл Э. Ринчино.
В 1919 году познакомился со скульптором И. Н. Жуковым, в студии которого начал практиковаться и в том же году скульптуры Сампилова участвовали в выставке, организованной И. Н. Жуковым и Д. Д. Бурлюком.
Был вольнослушателем Читинской художественно-промышленной школы. В 1920-е годы работал художником в газете «Бурят-Монгольская правда».
В 1925 году по приглашению Э. Ринчино Сампилов прибыл в Монголию, где познакомился с Н. Рерихом, который оказал влияние на бурятского художника, посоветовав перейти от этюдов к картинам, и написал его портрет.
В 1926 году в Улан-Баторе состоялась выставка работ Сампилова. Национальный музей Монголии приобрёл большую часть работ художника.

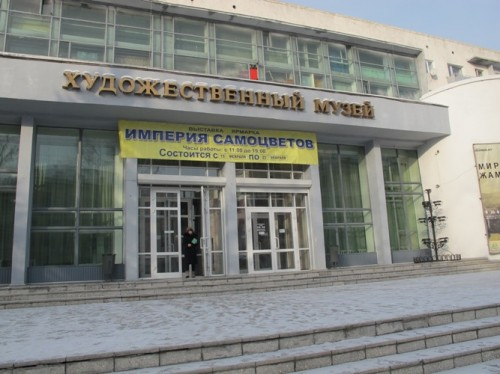
Бурятский республиканский художественный музей, носящий имя Ц. С. Сампилова.

В 1927—1930 годах учился в московском ВХУТЕИНе .
С 1930 года работал в Улан-Удэ. Преподавал в Институте культуры Бурят-Монгольской АССР в 1930—1935 годах. В 1935 году ЦИК БМАССР присвоил Сампилову звание Народного художника БМАССР.
Член КПСС с 1942 года. Депутат Верховного Совета СССР 3 созыва.

### Значение
Ц. С. Сампилов стоял у истоков бурятского профессионального изобразительного искусства в числе ещё восьмерых художников, которые составляли в 1933 году Союз художников Бурят-Монгольской АССР.
Но духовную сущность нации наиболее точно и ёмко передало именно искусство Ц. С. Сампилова.
Для творчества Сампилова, проникнутого радостным мироощущением, характерны простота и правдивость образной трактовки.

## Известные произведения
В музее искусства народов Востока (Москва) — «Любовь в степи» (1925 или 1927), «Арканщик» (1938), «В долине Жаргалантуя» (1945).
В Бурятском республиканском художественном музее им. Ц. С. Сампилова (Улан-Удэ) — «Въезд партизан в город Верхнеудинск в 1920 году» (1940), «Стадо» (1950).
Свадьба хоринских бурят (серия картин, 1943 г.)

## Награды
- Орден Ленина (1936).
- Орден «Знак Почёта» (1948).
- Заслуженный деятель искусств РСФСР (1940).
- Народный художник Бурят-Монгольской АССР (1935).

## Память
- В августе 1958 года в Улан-Удэ по адресу ул. Шмидта, д. 30 открылась музей-квартира Сампилова (не сохранилась)[7].
- Имя Ц. С. Сампилова присвоено Бурятскому республиканскому художественному музею (Улан-Удэ).
- Могила Ц. С. Сампилова на Центральном кладбище Улан-Удэ внесена в список объектов культурного наследия как памятник истории.
- В 1974 году в селе Сосново-Озёрское был создан музей Ц. С. Сампилова, в 1991 году преобразованный в картинную галерею.